# Toro Y Moi
Chazwick Bradley Bundick, dit Toro y Moi, né le 7 novembre 1986, est un artiste et producteur américain. Sa musique a pris différentes formes depuis ses débuts, mais il est souvent identifié à la montée du mouvement chillwave en 2010 et 2011. Son nom de scène est une expression multilangue qui se compose des mots espagnols toro et y (qui se traduisent par "taureau" et "et", respectivement), et du français moi.

## Biographie
Chazwick Bradley Bundick est né le 7 novembre 1986 à Columbia, South Carolina, d'une mère originaire des Philippines et d'un père afro-américain. Il étudia à la Ridge View High School, où il créa un groupe de rock indépendant nommé The Heist and The Accomplice, avec l'aide de trois camarades.
Bundick fut diplômé de l'University of South Carolina au printemps 2009 avec un diplôme en design graphique. Plus tard dans sa carrière scolaire, Toro y Moi s'est rapproché de l'artiste chillwave Ernest Greene, qui produit sous le nom de Washed Out.

## Carrière

### Causers of This (2010)
Été 2009, Toro y Moi signa avec Carpark Records, avec lequel il sortit son premier album complet Causers of This en janvier 2010. Avec Causers of This, Bundick experimente avec des sampling et des productions techniques utilisant la digital audio workstation Reason. L'album est garni de comparaisons au subgenre "chillwave", bien que Bundick ai déclaré qu'il n'avait jamais classé sa musique comme telle. Bundick caractérise le sujet de son album comme étant "personnel", et le cite comme un "album de rupture". Une tournée en compagnie de Ruby Suns, Caribou, et Phoenix a suivi la sortie de l'album.

### Underneath the Pine et Freaking Out EP (2011)
Le second album de Toro y Moi, Underneath the Pine, est sorti le 22 février 2011. L' album fut enregistré chez Bundick entre ses tournées pour Causers of This. Underneath the Pine marque un nouveau départ stylistique comparé à son précédent album puisqu'il est entièrement composé avec des instruments et ne contient aucun sample. Bundick cite la bande son du film d'horreur space disco et des compositeurs de film Piero Umiliani et François de Roubaix comme des inspirations aux sonorités de l'album. Plus tard, Budick déclara "...ce qui influença Underneath the Pine fut de chercher des choses que je voulais sampler pour Causers. Beaucoup des samples utilisés dans Causers sont devenus mes inspirations musicales principales pour Underneath the Pine."
Dans une interview pour le site web At the Sinema, il suggéra qu'il était passé outre au style chillwave : "Tout ceci est vraiment de la bonne musique, comme Ernest Green (Washed Out) et Neon Indian. Je suis un grand fan de tout ça, mais je pense que le [chillwave] était juste une courte période où nous étions tous."
Le 13 septembre 2011, Toro y Moi a sorti son EP intitulé Freaking Out, dans lequel apparaît une reprise de Saturday Love de Cherrelle (en) et Alexander O'Neal. Les sonorités de l' EP furent fortement influencées par le boogie des années 1980 et le R&B.
Le groupe fut choisi par le musicien Caribou pour se produire au festival « All Tomorrow's Parties » en décembre 2011 à Minehead, en Angleterre.

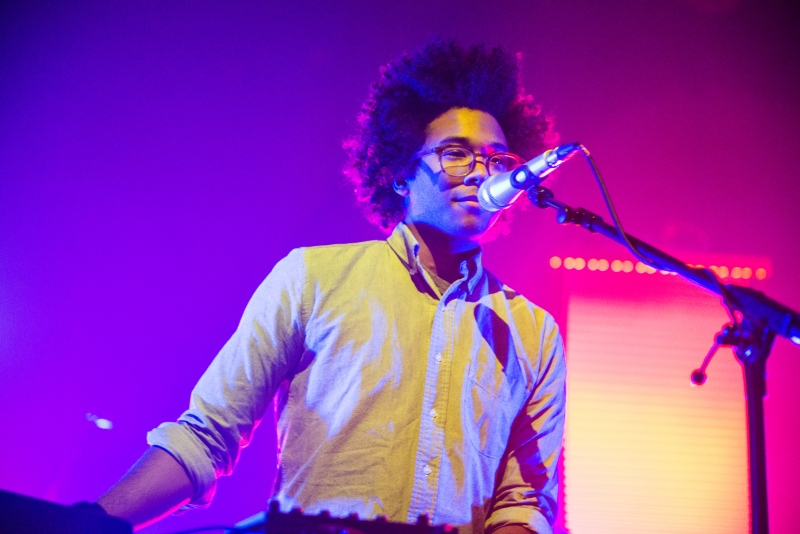
Toro y Moi en concert à Camden en 2013

### Anything in Return (2013)
En janvier 2013, Toro y Moi a sorti son troisième album studio, Anything in Return, qu'il décrit comme ayant une sonorité R&B des années 1990. Selon lui, l'album fut "influencé par différents types de house, de la deep house au two-step [...] Les accords que ['Harm in Change' et 'Say That'] utilisent sont quelque-chose dont je suis fan depuis longtemps. Je voulais vraiment m'amuser avec ce genre d'éléments et revisiter ce que j'ai fait sur Causers of This, mais en rendant ces éléments meilleurs et plus apparents." Bundick avait déclaré vouloir combiner la production electro de son premier album avec des éléments d'instruments traditionnels de son second album. Les paroles de l'album sont focalisées sur les voyages de Bundick à travers la Californie avec sa compagne et les effets des tournées sur leurs relations. Pour promouvoir Anything in Return, Toro y Moi a réalisé une tournée internationale et est apparu dans l'émission Jimmy Kimmel Live!,.

### What For? (2015)
En janvier 2015, Toro y Moi a annoncé un nouvel album, What For?sorti le 7 avril par Carpark Records incluant son morceau "Empty Nesters."
Dans son studio, Bundick utilise un Roland JX-3P, Moog Voyager, Fender Rhodes, et différents logiciels de synthétiseurs.

### Boo Boo (2017)
Le 7 juillet, Toro y Moi sort un cinquième album, Boo Boo, sous le label Carpark Records incluant les singles « Girl Like You » et « You and I ».

## Projets en parallèle
Le 10 décembre 2014, Bundick et Vinyl Williams ont sorti un album interactif en collaboration téléchargeable sur Bittorrent qui combine à la fois l'audio et la vidéo. L'album, Trance Zen Dental Spa, fut commencé après que Bundick et Vinyl Williams se soient rencontrés à Seoul (Corée du Sud).

## Membres du groupe

### Live
- Chaz Bundick voix, guitare, et claviers (2008–présent)
- Jordan Blackmon guitare (2011–présent)
- Anthony Ferraro claviers et voix (2013–présent)
- Patrick Jeffords basse (2010–présent)
- Andy Woodward batterie (2010–présent)

## Discographie

### Albums Studio
- 2010 - Causers of This
- 2011 - Underneath the Pine
- 2013 - Anything in Return
- 2015 - What For? [22] Billboard 200 # 123
- 2017 - Boo Boo
- 2019 - Outer Peace
- 2022 - Mahal
- 2024 - Hole Erth

### Compilations
- Juin 2009 (2012)
- Live From Trona (2016)

### EPs
- Body Angles (2009)
- Freaking Out (2011)

### Singles
- "Blessa" (2009)
- "Left Alone at Night" (2009)
- "Leave Everywhere" (2010)
- "I Will Talk to You"/"For No Reason" (split 7" with Cloud Nothings) (2010)
- "Sides of Chaz" (2010)
- "New Beat" (2011)
- "So Many Details" (2012)
- "Say That" (2013)
- "Campo" (2013)
- "Slough" (2013)
- "Empty Nesters" (2015)
- "Buffalo" (2015)
- "You and I" (2017)
- "Girl Like You" (2017)
- "Omaha" (2017)
- "The Difference" (with Flume) (2020)
- "ordinary Guy" (feat. The Mattson 2) (2020)

### Albums démo
- Woodlands (2007)
- My Touch (2009)

### Collaborations
| Title                                                   | Year | Album       |
| ------------------------------------------------------- | ---- | ----------- |
| "Try" (Nosaj Thing featuring Toro y Moi)                | 2013 | Home        |
| "Chaz Interlude" (Travi$ Scott featuring Toro y Moi)    | 2013 | Owl Pharaoh |
| "The Front" (Kool A.D. featuring Toro y Moi & Amaze 88) | 2014 | Word O.K.   |
| "Come Alive" (Chromeo featuring Toro y Moi)             | 2014 | White Women |
| "Flying High" ( Travi$ Scott featuring Toro y Moi)      | 2015 | Rodeo       |

### Remixes
| Title                                | Year | Artist(s)                                |
| ------------------------------------ | ---- | ---------------------------------------- |
| "Feel It All Around"                 | 2009 | Washed Out                               |
| "Repeated"                           | 2009 | The Longcut                              |
| "At a Glance"                        | 2010 | Body Language                            |
| "Alligator"                          | 2010 | Tegan and Sara                           |
| "Fire Escape"                        | 2010 | Fanfarlo                                 |
| "Deadbeat Summer"                    | 2010 | Neon Indian                              |
| "French"                             | 2011 | Tyler, The Creator featuring Hodgy Beats |
| "Blink and You'll Miss a Revolution" | 2011 | Cut Copy                                 |
| "You & Me"                           | 2013 | Disclosure featuring Eliza Doolittle     |
| "My Man"                             | 2013 | Billie Holiday                           |

### Mixtapes
- Guest Mix for Andrew Meza's BTS Radio (2012)
- Boiler Room Los Angeles Mix (2012)

## Autres Apparitions
- "Still Sound" apparaît dans le premier épisode de la huitième saison de Entourage, "Home Sweet Home"[35].
- "New Beat" apparaît dans le film Magic Mike[35].
- "Harm in Change," "New Beat," et "So Many Details" peuvent être écoutées sur la radio Worldwide FM du jeu vidéo Grand Theft Auto V[36].
- Bundick a conçu la bande-son de la video "ABC of Fashion" pour le magazine anglais i-D[37].
- "Rose Quartz" apparaît dans la bande-son du film About Last Night[38].